# Фальшивомонетчики (фильм, 2007)
«Фальшивомонетчики» (нем. Die Fälscher) — фильм 2007 года австрийского режиссёра Штефана Рузовицки, получивший награду американской киноакадемии «Оскар» в номинации «Лучший фильм на иностранном языке». Фильм снят по мотивам книги Адольфа Бургера «Мастерская дьявола» («Des Teufels Werkstatt. Die Geldfälscherwerkstatt im KZ Sachsenhausen. Zum Fälschen gezwungen.»), повествующей о событиях вокруг операции «Бернхард». Его сыграл Аугуст Диль. Прототипом Соломона Соровича, сыгранного Карлом Марковицем, послужил Соломон Смолянов..

## Сюжет
1945 год. В полупустой гостинице в Монте-Карло появляется человек в поношенной одежде с чемоданом, набитым деньгами. Взяв часть денег из чемодана, он отправляется в парикмахерскую, к портному за новым костюмом, а затем в зал казино. На руке у него вытатуирован номер заключённого нацистского концентрационного лагеря.
Действие фильма возвращается в 1936 год. Соломон Сорович по кличке «Салли» — лучший фальшивомонетчик Берлина, подделывающий деньги и документы. Несмотря на преследования евреев в нацистской Германии, Сорович не унывает: он считает, что хорошо устроиться можно при любом режиме, нужно только проявить достаточную ловкость. Но однажды счастье изменяет ему: Соровича арестовывают и отправляют в лагерь за фальшивомонетничество.
Жизнь заключённых в лагере тяжёлая, они голодают, их избивает охрана. Сорович рисует портреты охранников и администрации лагеря, за что получает дополнительную еду. Получается, что даже в концлагере можно устроиться.
Однажды Соровича и нескольких других заключённых перевозят в другой лагерь. Там их достаточно приветливо встречает Херцог, бывший берлинский полицейский, когда-то арестовавший Соровича, а теперь офицер СС. Соровичу и другим прибывшим позволяют переодеться из лагерных роб в гражданскую одежду, хотя и поношенную, и дают закурить.
Вскоре выясняется цель этой операции. Группа из нескольких десятков заключённых-евреев, начиная от художников и гравёров и заканчивая банковскими работниками, должна наладить производство фальшивых фунтов стерлингов и долларов США. Организовать тайное производство подделок поручается Соломону Соровичу — единственному профессиональному фальшивомонетчику в группе.
Под производство и жильё для работников выделяют два барака в Заксенхаузене, отгороженные от остального лагеря забором. Фальшивомонетчики, работающие в «шарашке», живут намного лучше остальных заключённых, получают хорошую еду, спят на кроватях, а не на нарах, могут играть в настольный теннис, даже устраивают любительское представление на Рождество. Им однако понятно, что как только они перестанут быть нужны нацистам, их всех уничтожат, чтобы скрыть следы операции, именно поэтому нужные специалисты подобраны из числа евреев.

## В ролях
- Карл Марковиц — Соломон Сорович (прототип Соломон Смолянов)
- Аугуст Диль — Бюргер (прототип Адольф Бюргер[англ.])
- Девид Штрисов — штурмбаннфюрер Херцог (прототип Бернхард Крюгер)
- Андреас Шмидт — Зилински
- Тило Прюкнер — Хан
- Мари Боймер — Аглая